# Sadovi (Lípetsk)
|  | Per a altres significats, vegeu «Sadovi». |

Sadovi (en rus: Садовый) és un poble (un possiólok) de l'óblast de Lípetsk, a Rússia, que el 2013 tenia quatre habitants. Pertany al districte rural de Griazi.